# NGC 399

NGC 399

NGC 399 هي مجرة تتبع كوكبة الحوت. اكتشفها Lawrence Parsons, 4th Earl of Rosse ‏ في 7 أكتوبر 1874.

## روابط خارجية
- NGC 399 على موقع ويكي سكاي: DSS2, SDSS, GALEX, IRAS, Hydrogen α, X-Ray, Astrophoto, Sky Map, Articles and images